# Neopolypria nigra
Neopolypria nigra es una especie de coleóptero de la familia Salpingidae.

## Distribución geográfica
Habita en los territorios que antes se llamaban Prusia  y en el Báltico.